# Tempesta di spade
Tempesta di spade (A Storm of Swords) è un romanzo fantasy del 2000 dello scrittore statunitense George R. R. Martin che costituisce il terzo capitolo della saga delle Cronache del ghiaccio e del fuoco, preceduto da Lo scontro dei re e seguito da Il banchetto dei corvi. Contiene un prologo, 80 capitoli e un epilogo.
È stato pubblicato in lingua italiana da Mondadori, inizialmente suddiviso in tre volumi, Tempesta di spade del 2002 (contiene il prologo e i primi 27 capitoli), I fiumi della guerra sempre del 2002 (contiene 28 capitoli) e Il portale delle tenebre del 2003 (contiene gli ultimi 25 capitoli e l'epilogo); nel 2009 è stato riedito sulla collana Urania in due tomi: Tempesta di spade - Parte prima (contiene il prologo e i primi 42 capitoli) e Tempesta di spade - Parte seconda (contiene gli ultimi 38 capitoli e l'epilogo). Nel 2013, dopo la messa in onda della terza stagione della serie TV Il Trono di Spade, il romanzo è stato infine pubblicato come volume unico, intitolato Il trono di spade 3. Tempesta di spade - I fiumi della guerra - Il portale delle tenebre e nell'ottobre dello stesso anno in una nuova edizione dal titolo Il trono di spade. Libro terzo delle Cronache del ghiaccio e del fuoco; nel 2019 il libro è stato nuovamente editato col titolo Una tempesta di spade.
Nel 2001 gli è stato assegnato il Premio Locus ed è stato nominato al Premio Hugo e al Premio Nebula. La terza e quarta stagione della serie televisiva Il Trono di Spade sono basate sul romanzo.

## Storia editoriale
Terminata nel 1999 la scrittura de Lo scontro dei re, Martin continuò senza sosta a lavorare alla serie e consegnò il manoscritto di Tempesta di spade l'anno successivo, con tre mesi di ritardo. L'ultimo capitolo scritto è quello delle "Nozze rosse", dal momento che Martin lo riteneva «la cosa più difficile che abbia mai scritto» e preferì rimandarne la stesura fino all'ultimo istante possibile. Per contro l'autore descrisse il capitolo del matrimonio fatale di Joffrey come «facile e divertente da scrivere» ma che purtuttavia cercò di trasmettere una certa empatia per il decesso di questo personaggio estremamente impopolare e «veicolare il messaggio che anche lui era un essere umano che era prima spaventato, poi terrificato e infine morto».
Il romanzo viene pubblicato negli Stati Uniti dalla Bantam Books nel novembre 2000 in un unico volume, ma la taglia dell'opera, con le sue 1521 pagine di manoscritto, crea delle difficoltà a molti editori esteri, che decisero di dividerla in due, tre o addirittura quattro volumi.

## Trama
In seguito alla battaglia delle Acque Nere, che ha visto la sconfitta di Stannis Baratheon di fronte alle forze congiunte dei Lannister e dei Tyrell, e ai raid degli Uomini di Ferro lungo le coste del Nord, gli Stark e i Tully si ritrovano in grande difficoltà. Inoltre, a Delta delle Acque, Catelyn Stark libera Jaime Lannister dalla sua prigionia in cambio della promessa di far rilasciare le sue figlie, Sansa e Arya, credute entrambe prigioniere di Cersei da Catelyn. Quest'ultima infatti incarica la fedele Brienne di Tarth di scortare Jaime ad Approdo del Re, ma lungo il tragitto i due vengono catturati dalla compagnia di mercenari dei "Bravi Camerati" e condotti ad Harrenhal. Il loro capo, Vargo Hoat, fa tagliare la mano destra a Jaime, come punizione per la sua arroganza, ma successivamente Roose Bolton lo libera con l'assicurazione che la colpa non ricada su di lui. Tuttavia, Brienne viene tenuta prigioniera e Jaime torna indietro per salvarla dalle grinfie dei Bravi Camerati. In un momento di confidenza tra i due, Jaime rivela a Brienne il vero motivo per cui uccise il Re Folle Aerys II quindici anni prima, ovvero evitare una strage di innocenti: poiché le truppe dei ribelli di Robert Baratheon erano ormai giunte ad Approdo del Re, il sovrano, vistosi perduto, aveva dato ordine di appiccare il fuoco all'intera città, facendo bruciare cariche di altofuoco posizionate in precedenza dai suoi piromanti. Di ritorno dall'ovest, Robb Stark rivela di aver sposato Jeyne Westerling, figlia di un vassallo minore dei Lannister, rompendo così la promessa fatta ai Frey di sposare una loro figlia. A titolo di risarcimento, Walder Frey richiede che Edmure Tully sposi una delle sue figlie.
Dopo essere fuggita da Harrenhal, Arya e il suo gruppo vagano verso nord e incontrano sul loro cammino la Fratellanza senza vessilli di Beric Dondarrion, i combattenti mandati ad inizio guerra da Eddard Stark per catturare Gregor Clegane, segugio personale di Lord Tywin, ora diventati fuorilegge che si fanno giustizia da soli nelle terre devastate dalla guerra. La Fratellanza cattura Sandor Clegane detto "il Mastino", ex guardia personale di Joffrey Baratheon in fuga da Approdo del Re, ma lo rilasciano quando quest'ultimo sconfigge e uccide Dondarrion in un processo per combattimento; Dondarrion è tuttavia riportato in vita dal prete rosso Thoros di Myr. In seguito, il Mastino rapisce Arya, col fine di riportarla alla madre dietro riscatto. Ad approdo del Re, Tyrion si rimette dalle gravi ferite subite durante la battaglia delle Acque Nere per scoprire che tutta l'influenza che era riuscito ad accumulare a corte è sparita in seguito al ritorno di suo padre, Tywin Lannister, che ha ripreso il ruolo di Primo Cavaliere e medita di dargli in sposa Sansa. Davos Seaworth intanto è miracolosamente sfuggito alla disfatta delle Acque Nere ed è tornato a Roccia del Drago; in virtù della sua lealtà, Stannis lo nomina suo Primo Cavaliere. Davos riceve un messaggio in cui i Guardiani della notte richiedono soccorso e persuade Stannis a rispondere all'appello.
Robb, Catelyn e i loro principali vassalli si recano alle Torri Gemelle per il matrimonio di Edmure con una delle figlie di Walder Frey, ma la cerimonia si trasforma in tragedia quando i Frey, risentiti per l'affronto subito da Robb, si avventano a tradimento sui loro invitati. Robb viene ucciso da Roose Bolton, che si è segretamente alleato con i Frey e i Lannister, mentre Catelyn viene sgozzata e il suo corpo gettato in un fiume. Arya e Sandor, appreso che Catelyn si sarebbe trovata alle Torri Gemelle, giungono proprio durante queste "Nozze rosse" e riescono a malapena a sfuggire alla strage. Più tardi il Mastino viene ferito gravemente in un combattimento contro alcuni uomini di suoi fratello Gregor e abbandonato agonizzante da Arya. Raggiunta la costa, la ragazza trova un passaggio su una barca diretta a Braavos grazie alla moneta datale da Jaqen H'ghar.
Tyrion e Sansa si sposano ma il Folletto, notando il disgusto che la sua giovane sposa prova per lui, rifiuta di consumare il matrimonio. Tyrion viene inoltre incaricato di accogliere una delegazione proveniente da Dorne e guidata dal principe Oberyn Martell, il quale è in cerca di risposte e di vendetta per la morte della sorella Elia avvenuta quindici anni prima per mano dei Lannister. Joffrey consolida l'alleanza tra Lannister e Tyrell sposando Margaery ma, durante il banchetto nuziale, il giovane sovrano è colto da spasmi e muore soffocato. Cersei accusa Tyrion di averlo avvelenato e lo fa imprigionare. Nella confusione che segue, Sansa fugge grazie alla complicità di Petyr Baelish, che si rivela essere il vero responsabile della morte di Joffrey. Egli conduce la ragazza al Nido dell'Aquila e la fa passare per sua figlia illegittima, Alayne Stone. Ditocorto sposa Lysa Arryn, ma la donna è gelosa delle attenzioni che il marito riserva a Sansa e tenta perciò di ucciderla; Baelish quindi interviene e scaglia la sua novella sposa nel vuoto. Ditocorto viene rivelato essere la mente dietro la morte di Jon Arryn e il motore di tutti gli eventi derivati tra cui la faida Stark-Lannister.
Jaime e Brienne giungono ad Approdo del Re dove lo Sterminatore di Re assume il ruolo di comandante della Guardia reale del nuovo sovrano: Tommen. In virtù di questa sua scelta i rapporti con il padre, che lo vorrebbe futuro signore di Castel Granito, si deteriorano, inoltre Jaime si allontana progressivamente anche dalla sorella e amante Cersei. Jaime incarica inoltre Brienne di ritrovare Sansa, al fine di onorare la promessa fatta a Catelyn Stark. Nonostante sia innocente, la situazione di Tyrion si complica quando Cersei corrompe numerose persone per testimoniare contro di lui. A sorpresa Oberyn si offre di schierarsi come campione del Folletto in un processo per combattimento, per avere l'occasione di vendicarsi su Gregor Clegane, l'assassino di sua sorella Elia e campione scelto da Cersei. Il duello arride inizialmente ad Oberyn, che riesce a ferire mortalmente Clegane con la sua lancia avvelenata, ma quest'ultimo lo attira a terra e lo stritola in una stretta mortale. Tyrion viene quindi condannato a morte, ma Jaime lo fa evadere con l'aiuto del maestro dei sussurri, Varys. Nel tragitto per uscire dal castello, Jaime rivela a Tyrion che la sua prima moglie non era una prostituta, come loro padre gli aveva sempre fatto credere, ma era in realtà la figlia del proprietario di un piccolo podere. Tyrion lo considera un tradimento imperdonabile da parte di entrambi così, prima di imbarcarsi per le città libere, fa un'ultima visita al padre Tywin e lo uccide conficcandogli un dardo di balestra nell'inguine.
Intanto, al nord, i Guardiani della notte devono affrontare un attacco degli Estranei che annienta la maggior parte della loro spedizione oltre la Barriera. Durante la ritirata che ne segue, Samwell Tarly uccide casualmente uno degli Estranei con un pugnale che Jon Snow ha ricavato per lui da delle lastre di ossidiana trovate al Pugno. Mentre i Guardiani si riorganizzano al Castello di Craster, il Lord Comandante Mormont è vittima di un ammutinamento e viene ucciso da alcuni suoi uomini. Nel caos che ne segue, Sam riesce a scappare con l'aiuto di Gilly, una delle figlie-mogli di Craster, e insieme riescono ad andare verso sud, verso la Barriera. Durante il loro cammino vengono aiutati da “Manifredde", una strana figura in groppa a un alce. Jon Snow, infiltrato controvoglia fra i bruti, è combattuto tra l'amore nascente per la giovane e passionale Ygritte e la sua devozione ai Guardiani; finisce infine per fuggire e tornare al Castello Nero. Un gruppo di bruti attacca di lì a poco la fortezza e Jon guida brillantemente la difesa, portando i Guardiani alla vittoria, sebbene Ygritte rimanga uccisa nel corso del combattimento. Bran e il suo gruppo giungono nel frattempo alla Barriera e cercano un modo per oltrepassarla e avventurarsi oltre, in cerca del misterioso corvo con tre occhi nelle Terre dell'Eterno Inverno. Sam e Manifredde li aiutano a superare la Barriera e Samwell promette a Bran di non rivelare a Jon di averlo visto. L'armata al completo dei bruti arriva infine in vista della Barriera e Jon, accusato di diserzione, è inviato in una missione suicida ad uccidere Mance Rayder nel suo stesso accampamento. È proprio allora che giunge l'esercito di Stannis e mette in fuga i bruti; Mance viene imprigionato mentre il resto dei bruti è incoraggiato a passare a sud della Barriera come alleati. Con grande sorpresa di tutti, Jon viene eletto nuovo Lord Comandante dei Guardiani della notte.
Ad Essos, Daenerys Targaryen è in viaggio verso Pentos ma, su consiglio di Jorah Mormont, decide di fare scalo nella Baia degli Schiavisti per procurarsi un esercito. Avvia dunque delle trattative nella città di Astapor per acquistare un'intera legione di Immacolati, eunuchi guerrieri di altissimo valore militare, in cambio delle merci contenute nelle sue navi, le navi stesse e il suo drago nero Drogon. Il giorno dell'affare, però, Daenerys fa rivoltare Drogon contro gli schiavisti e ordina agli Immacolati di saccheggiare la città e liberare tutti gli schiavi. La ragazza guida poi il suo nuovo esercito verso nord, conquistando Yunkai e cingendo d'assedio Meeren. Qui scopre che, prima di innamorarsi di lei, Jorah la spiava per conto di Varys e che Arstan Barbabianca non è nient'altri che Barristan Selmy, ex capitano della Guardia reale fuggito da Approdo del Re. Daenerys offre loro la possibilità di riscattarsi inviandoli in un pericoloso attacco a sorpresa contro Meeren; l'incursione ha successo e la città viene conquistata dall'armata di Daenerys. La giovane perdona Barristan, ma è irritata dall'atteggiamento di Jorah e lo bandisce definitivamente dalla sua corte. Decide infine di rimanere qualche tempo a regnare su Mereen come palestra per Westeros.
Nell'epilogo, la Fratellanza senza vessilli impicca due membri della famiglia Frey che hanno partecipato alle "Nozze rosse"; si scopre inoltre che hanno ritrovato il corpo di Catelyn e che Thoros di Myr l'ha riportata in vita - col sacrificio estremo e volontario di ser Beric Dondarrion - sebbene notevolmente sfigurata.

## Personaggi POV
Ogni capitolo della saga narra in terza persona la storia vissuta dal punto di vista (point of view) di un personaggio.
- Chett, un attendente dei Guardiani della notte (prologo);
- Jaime Lannister, lo "Sterminatore di Re" (9 capitoli);
- Catelyn Tully, vedova di Eddard Stark (7 capitoli);
- Arya Stark, figlia minore di Eddard e Catelyn (13 capitoli);
- Tyrion Lannister, il "Folletto", fratello di Jaime e Cersei (11 capitoli);
- Davos Seaworth, il "Cavaliere della Cipolla", Primo Cavaliere di Stannis Baratheon (6 capitoli);
- Sansa Stark, figlia maggiore di Eddard e Catelyn (7 capitoli);
- Jon Snow, figlio bastardo di Eddard Stark (12 capitoli);
- Daenerys Targaryen, detta "Nata dalla Tempesta", erede Targaryen al Trono di Spade (6 capitoli);
- Bran Stark, figlio minore di Eddard e Catelyn (4 capitoli);
- Samwell Tarly, attendente dei Guardiani della notte, figlio di Randyll Tarly di Collina del Corno (5 capitoli);
- Merrett Frey, figlio cadetto di Walder Frey delle Torri Gemelle (epilogo).

## Accoglienza
Tempesta di spade fece il suo ingresso nella New York Times Best Seller list il 19 novembre 2000 al 12º posto. La diffusione della serie televisiva rilanciò le vendite del tomo nel 2011 e il volume riapparve nella classifica dei 20 migliori best seller dell'anno.
Faren Miller della rivista Locus elogiò la prosa di Martin e la sua capacità di includere «bellezza, finanche speranza» in un regno devastato dalle conseguenze della guerra; concludendo che con il terzo capitolo l'autore «continua a portare il fantasy epico a nuovi livelli di eleganza e raffinatezza, risonante con i tumulti e le tensioni di un mondo che chiamiamo nostro». Publishers Weekly riportò che nel terzo volume «la complessità di personaggi come Daenerys, Arya e lo Sterminatore di Re faranno voltare ai lettori anche il vasto numero di pagine [in esso] contenute, poiché l'autore, come Tolkien o Jordan, ci fa appassionare al loro destino. [...] Forse questa saga non oltrepassa così marcatamente i limiti dell'high fantasy come affermano alcuni, ma per la maggior parte dei lettori si spinge abbastanza in là da catturare la loro attenzione». Andrew Leonard di Salon.com considerò Tempesta di spade «l'ultimo capitolo della serie ad essere veramente appagante», prima dell'uscita di A Dance with Dragons.

### Premi e riconoscimenti
- Premio Locus – Miglior romanzo fantasy, 2001
- Premio Hugo – Candidatura come miglior romanzo, 2001
- Premio Nebula – Candidatura come miglior romanzo, 2001
- Premio Ignotus – Miglior romanzo straniero, 2006

## Edizioni
- George R. R. Martin, Tempesta di spade [A Storm of Swords], traduzione di Sergio Altieri, I Massimi della Fantascienza, Arnoldo Mondadori Editore, 2002,  p. 477, ISBN 88-04-50359-9. (primo volume di tre)
- George R. R. Martin, Tempesta di spade, traduzione di Sergio Altieri, Oscar bestsellers, Arnoldo Mondadori Editore, 2003,  p. 475, ISBN 88-04-51965-7. (primo volume di tre)
- George R. R. Martin, I fiumi della guerra, traduzione di Sergio Altieri, I Massimi della Fantascienza, Arnoldo Mondadori Editore, 2002,  p. 459, ISBN 88-04-50952-X. (secondo volume di tre)
- George R. R. Martin, I fiumi della guerra, traduzione di Sergio Altieri, Oscar bestsellers, Arnoldo Mondadori Editore, 2003,  p. 457, ISBN 88-04-46332-5. (secondo volume di tre)
- George R. R. Martin, Il portale delle tenebre, traduzione di Sergio Altieri, I Massimi della Fantascienza, Arnoldo Mondadori Editore, 2003,  p. 457, ISBN 88-04-51196-6. (terzo volume di tre)
- George R. R. Martin, Il portale delle tenebre, traduzione di Sergio Altieri, Oscar bestsellers, Arnoldo Mondadori Editore, 2004,  p. 457, ISBN 88-04-52931-8. (terzo volume di tre)
- George R. R. Martin, Tempesta di spade - Parte prima, traduzione di Sergio Altieri, Urania Fantasy Le Grandi Saghe 7, Arnoldo Mondadori Editore, 2009. (primo volume di due)
- George R. R. Martin, Tempesta di spade - Parte seconda, traduzione di Sergio Altieri, Urania Fantasy Le Grandi Saghe 8, Arnoldo Mondadori Editore, 2009. (secondo volume di due)
- George R. R. Martin, Tempesta di spade - I fiumi della guerra, Il portale delle tenebre, traduzione di Sergio Altieri, Oscar bestsellers, Arnoldo Mondadori Editore, 2013, ISBN 978-88-04-62833-0.
- George R. R. Martin, Il trono di spade 3, traduzione di Sergio Altieri, Oscar Mondadori, Arnoldo Mondadori Editore, 2013, ISBN 978-88-04-63330-3.